# Diaszpóra
A diaszpóra vagy szórvány etnikumok olyan tagjaira, vallások olyan követőire, illetve olyan közösségekre utal, amelyek elhagyták szülőföldjüket, a világ más részén, részein keresve boldogulást, de többé-kevésbé megőrizték eredeti identitásukat, megőrizték, tovább ápolták műveltségüket, szokásaikat.

## A név eredete
A diaszpóra (diaspora, ógörög nyelven: διασπορά – jelentése: magok elvetése vagy szétszórása) az ógörögből került be a nemzetközi szóhasználatba. Pontos eredete, első használatának ideje vitatott. Egyesek szerint a korai görög telepesek megnevezésére használták, akik a Földközi-tenger medencéjének partvidékein alapítottak görög városállamokat.

## Esetek a történelemben
A Nagy Sándor rövid uralkodása alatt hatalmasra nőtt birodalma a Fekete-tenger vidékétől Szicílián és Dél-Olaszországon át egészen Észak-Afrikáig nyúlt. A birodalom, illetve utódállamai vezető rétegét a meghódított területeken letelepedő görögök és makedónok adták. A hellenizáló birodalmak közt jelentős volt a népmozgás és akkulturáció. A kor egyik legnagyobb városában, az Észak-Afrikában fekvő Alexandriában a görög lakosság aránya így duzzadhatott fel körülbelül ötven százalékra. (A fennmaradó hányadot jórészt zsidók tették ki.) A szó mai jelentése is innen eredeztethető. Az Ószövetség görög fordítása használta a diaszpóra szót a szórványba került zsidók megnevezésére. A szó valószínűleg legkorábbi ismert forrása a Biblia Mózes ötödik könyvének 28:25 szakasza lehet, amelyet Károlyi Gáspár a következőképp fordított magyarra: „Az Úr megszalaszt [3 Móz. 26,17.] téged a te ellenségeid előtt; egy úton mégy ki ő reá, és hét úton futsz előtte, és a föld minden országának rettentésére leszel.”  
Ezt az időszakot követően egészen a 20. századig a szó a zsidó szórványt jelentette. Kiterjedtebb jelentést a kulturális antropológia és a szociológia XX. századi fejlődése során kapott, mikor a tudományos érdeklődés az Afrikából elhurcolt néger rabszolgák közösségei és a háborúk nyomán kialakult szórványok felé fordult.
A 20. századi történetírás rendkívül nagy számú és mértékű népesség-mozgásokat jegyez. Ez között jelentős mértékű a kormányok vagy diktátorok által végrehajtott deportálás, illetve országok közötti fegyveres konfliktusok miatt bekövetkező népességvándorlás. Néhány diaszpóra megjelenése ahhoz köthető, hogy a benne élő embereknek el kellett fogadniuk egy elháríthatatlan politikai döntést vagy annak következményét, mint például a gyarmati rendszer felbomlása. 
A Szovjetunióban Sztálin emberek millióit telepített át, főként a belső-ázsiai, szibériai területekre.
A mai Kína területén fekvő Mandzsúria japán megszállása (1937-1945) alatt a tartományt japán prefektúrának tekintették, szintúgy Koreát, amely szintén japán befolyás alatt állt (1910-1945). Ez idő alatt a japánok kegyetlenkedései elől menekülve kínaik millió hagyták el otthonaikat, és menekültek nyugatabbra eső tartományokba, mint Tibet és Sinkiang. Ugyanígy százezer koreai kelt át az Amur-folyón, hogy Kelet-Oroszországban leljen új otthonra. 
Más népek az etnikai elnyomás, üldöztetések, vagy népirtás miatt kényszerültek maguk mögött hagyni szülőföldjüket. Példaként említhetjük az örményeket, akik az népirtás (1915–1918) miatt menekültek el Anatólia területéről, és számos diaszpórát hoztak létre Európában, az Egyesült Államokban és Dél-Amerikában.
Az 1880-as évektől európai zsidók emigráltak más nyugati államokba, gyakran az ellenük indított pogromok és diszkrimináció miatt, például a hajdani Orosz Birodalom és Románia területén. Ekkor indult meg az első Aliyah is, az ekkor még a Brit Birodalomhoz tartozó Palesztinába. Mások a második világháború és a Holokauszt elől menekülve hagyták el szülőhazájukat. 
A második világháború alatt a közel két évszázada ott élő németséget sújtották a szovjetek intézkedései: a volgai németeket, akiknek őseit II. Katalin orosz cárnő, (aki maga is német volt) a XVIII. században hívta be Oroszországba telepesként, tömegesen telepítették át Szibériába és Kazahsztánba.
A második világháború után az utódállamok, Csehszlovákia és Lengyelország telepítették ki őshonos német népességük jelentős részét a kiterjedt területváltozások után kialakult új határokon túlra.  
A spanyol polgárháború és a Franco-rendszer szintén számos spanyol polgárt kényszerített kivándorlásra, menekülésre; baszkok és katalánok népe is jelentős szórványközösségekkel bír Európában és Dél-Amerikában.
A Brit Birodalom felbomlása után 1947-ben külön szuverén állammá alakuló India és Pakisztán területéről rendkívül nagy számban települtek ázsiai lakosok az Egyesült Királyság mai területére.
A hidegháború évei alatt bekövetkező fegyveres konfliktusok is jelentős szerepet játszottak egyes fejlődő országokból létrejövő diaszpórák kialakulásában. Izrael állam 1948-as megalakulása miatt  alakult ki a palesztin diaszpóra, amely az 1967-es „hat napos háború” után még nagyobbra nőt. Szintén a közel-keleti térségből származnak az iráni diaszpórák, amelyek az 1979-es iráni iszlám forradalom elől menekülő sah párti híveket szórta szét a világban.
Fellelhető a világban néhány természeti katasztrófa miatt létrejött diaszpóra: 2005-ben New Orleans térségében csapott le és okozott hihetetlen károkat a Katrina hurrikán. Az 1930-as években az USA déli államait sújtó aszály elől kényszerültek menekülésre az ott élők. Mindkét csoport jobbára Kaliforniában talált magának új otthont.

## Fordítás
- Ez a szócikk részben vagy egészben  a   Diaspora című angol Wikipédia-szócikk fordításán alapul.  Az eredeti cikk szerkesztőit annak laptörténete sorolja fel. Ez a jelzés csupán a megfogalmazás eredetét és a szerzői jogokat jelzi, nem szolgál a cikkben szereplő információk forrásmegjelöléseként.